# Katacephala tenuipennis
Katacephala tenuipennis är en insektsart som beskrevs av Leonard D. Tuthill 1944. Katacephala tenuipennis ingår i släktet Katacephala och familjen rundbladloppor. Inga underarter finns listade i Catalogue of Life.